# Umetnik
Umetnik je (praviloma uveljavljen) samostojni kulturni delavec, ki lahko deluje na mnogih umetniških področjih. Ustvarja lahko slike, grafike, ilustracije, lahko se ukvarja s scenografijo, modnim oblikovanjem, pisanjem, glasbo, plesom, filmom,... 
Umetnik je torej oseba, ki se ukvarja z umetnostjo; deluje na področju kulture in ima za njegovo ustvarjanje interes širša družba in strokovna javnost. 
Praviloma jih delimo na vsaj tri ali štiri skupine: vizualne umetnike, na tiste, ki prihajajo iz gledališkega ali glasbenega področja, ter na literate (pisatelji, pesniki, dramatiki in scenaristi, esejisti ...) 